# Frances Irwin Hunt
Frances Irwin Hunt (* 26. Juli 1890 in Cambridge, Neuseeland; † 25. August 1981 in Epsom, Auckland, Neuseeland) war eine neuseeländische Malerin.

## Frühes Leben
Frances Irwin Hunt wurde am 26. Juli 1890 als Tochter und zweites von vier Kinder der Eheleute Annie Lilian Souter, einer ehemaligen Lehrerin, und dem Farmer Nicholas Irwin Hunt in Cambridge geboren. Über ihre Kindheit ist nichts bekannt. Um das Jahr 1901 herum erwarb die Familie in der kleinen Ansiedlung von Paemako, südwestlich von Te Kūiti und direkt am heutigen New Zealand State Highway 3 gelegen, etwas Land. Auf diesem bewirtschafteten sie eine Farm und waren damit sehr erfolgreich. Frances hingegen besuchte die Melmerly Collegiate School in Parnell, einem Stadtteil von Auckland. Sie erwies sich in dieser Zeit als eine vielversprechende Künstlerin und Pianistin. Doch als ihr Vater im Jahr 1909 verstarb, musste sie die Schule verlassen und auf die Farm ihrer Eltern zurückkehren. Sie führte den Hof in der Zeit, als einer ihrer Brüder in Übersee als Soldat im Ersten Weltkrieg diente und ein anderer Bruder noch in Auckland zur Schule ging.
Anfang der 1920er Jahre zog Frances mit ihrer Mutter nach Auckland, wo sie im Stadtteil Epsom bis zum Tod ihrer Mutter im Jahr 1947 mit ihr zusammenlebte. In den 1920er Jahren entwickelte sie ihr Interesse an der Kunst und nahm in der Frank Wrights Akademie Unterricht im Aquarellieren. Sie schuf Aquarelle von malerischen Orten der Stadt Auckland, wurde 1924 Mitglied in der Auckland Society of Arts, konnte ihre Arbeiten über die Organisation ausstellen und wurde ein Jahr später Mitglied in der National Art Association of New Zealand.

## Europareise
1927 verließ Frances mit ihrer Mutter und einem ihrer Brüder Neuseeland und besuchte auf einer ausgedehnten Europareise die wichtigsten Kunstgalerien des Kontinents.

## Zurück in Neuseeland
Durch einen künstlerischen Selbstzweifel geprägt als Frances zurück nach Neuseeland kam, vermied sie Ausstellungen der Society of Arts und schrieb sich 1932 für einen dreijährigen Vollzeitkurs an der Elam School of Art in Auckland ein. Zunehmend von ihren Fähigkeiten überzeugt, widmete sie sich dann mit neuer Energie der professionellen Malerei. Sie richtete sich ein großes Atelier ein, wurde prominentes Mitglied der Rutland Group, die sich aus ehemaligen Schülern der Elam School of Art zusammensetzte und stellte ihre Werke wieder in der Society of Arts aus. In ihren Motiven bevorzugte sie weiterhin Landschaften, aber auch Stillleben und Porträts sind in ihren Werken zu finden. Zu einem ihrer bekanntesten Werke zählt das Gemälde „PWD tents, pumice country, Taupo“, das 1939 entstand und die Trostlosigkeit eines Arbeitslosenlagers während der Great Depression eindringlich dokumentierte. Frances erreichte mit ihren Werken in den späten 1930er bis in die 1940er Jahre hinein ihren Höhepunkt, was die öffentliche Aufmerksamkeit angeht. 1940 wurde sie zur Hundertjahrfeier der neuseeländischen Kunst mit ihren Arbeiten in zwei Ausstellungen aufgenommen und wurde dafür mit der Bledisloe-Medaille ausgezeichnet.
In den 1950er und 1960er Jahren experimentierte sie abstrakt zu malen, doch als ihre Werke in einer Retrospektive 1975 in der Auckland Society of Arts ausgestellt wurde, hatte sie bereits das Malen eingestellt.
Frances Irwin Hunt verstarb im Alter von 91 Jahren am 5. August 1981 in Epsom, einem Stadtteil von Auckland.